# Ouest 2901 und 2902
Die Ouest 2901 und 2902 waren zwei Pacific-Lokomotiven der Chemins de fer de l’Ouest, die 1908 in den bahneigenen Werkstätten in Sotteville bei Rouen gebaut wurden. Obwohl die beiden Prototypen nicht in die Serienproduktion gingen, beeinflussten sie maßgeblich den Entwurf der späteren Pacific-Lokomotiven État 231-011 bis 231-060.

## Geschichte
Angesichts der zunehmenden schwerer werdenden Züge auf den Strecken von Paris nach Brest und Cherbourg, die Steigungen bis zu 10 Promille aufweisen, beschlossen die Chemins de fer de l'Ouest im Jahr 1904, eine neue Lokomotivbaureihe zu entwickeln. Unter der Leitung von Robert Dubois und Maurice Demoulin wurde der Entwurf für die neuen Lokomotiven ausgearbeitet. Aufgrund finanzieller Schwierigkeiten der Bahngesellschaft verzögerte sich der Bau der beiden Prototypen jedoch bis zum Jahr 1908.
Nach Auslieferung wurde die Nummer 2901 im August 1908 einen Monat lang neben der historischen 1A1-Lokomotive Nr. 33 St. Pierre im Gare Saint-Lazare in Paris präsentiert.  Anschließend wurde sie dem Depot Batignolles in Paris zugeteilt, wo bereits zu Beginn der Probefahrten Probleme mit der Steuerung auftraten. Notwendige Anpassungen verzögerten sich aufgrund der Übernahme der Chemins de fer de l'Ouest durch die Chemins de fer de l’État. Als schließlich die Anpassungen ausgeführt wurden, wurden auch noch Kesselprobleme festgestellt, die hauptsächlich auf die sehr lange Rauchkammer zurückgeführt werden konnten.
Es folgten Tests auf der Strecke Paris–Le Havre und auf der Strecke Paris–Cherbourg, bei denen die Lokomotiven häufig aufgrund von Steuerungsproblemen untauglich wurden und abgeschleppt werden mussten. Danach wurden sie dem Depot Paris-Vaugirard zugeteilt und in die Umläufe der 2'C-Lokomotiven der Baureihe Ouest 2700 integriert. Innerhalb ihrer Möglichkeiten wurden sie vor hochwertige Schnellzügen in die Bretagne eingesetzt.
Die Chemins de fer de l’État konnten jedoch nicht länger auf zuverlässige Schnellzuglokomotiven warten. Sie bauten deshalb Pacific-Lokomotiven nach einem neuen Entwurf unter Verwendung der Bisselachse und des Kessels der Prototypenlokomotiven. Der Kessel erhielt jedoch längere Heizrohre und eine kürzere Rauchkammer. Das Triebwerk wurde jedoch von den 2’C-Lokomotiven der Baureihe 3800 der État übernommen. Diese neuen Pacific-Lokomotiven erhielten die Nummern État 231-011 bis 231-060 und wurde später zu den SNCF 3-231 B 11 bis 60.
Bei der Etat erhielten die Lokomotiven zunächst die Nummern 6001 und 6002 und wurden dem Depot Chartres zugeteilt. Im Jahre 1909 wurden sie zu 231.001 und 231.002, ab 1910 verdrängten die neuen Pacifics die beiden Prototyp-Lokomotiven aus den hochwertigen Schnellzugdiensten. Fortan zogen sie langsamere Schnellzügen und Güterzüge, insbesondere Kohlezüge zum alten Bahnhof Paris-Champ-de-Mars führten, obwohl sie für solche Dienste nicht ausgelegt waren.
Nach relativ kurzer Dienstzeit wurden die Lokomotiven 1928 ausgemustert. Der Kessel einer der beiden Lokomotiven diente jedoch weiterhin als stationärer Dampferzeuger in den Werkstätten von Sotteville.

## Technik
Die Nassdampflokomotiven verfügten über ein Vierzylinder-Verbundtriebwerk mit innenliegenden Hochdruckzylindern und außenliegenden Niederdruckzylindern, eine in Frankreich unübliche Anordnung, die nur bei diesen Lokomotiven ausgeführt war. Normalerweise lagen bei den französischen Verbundlokomotiven die Hochdruckzylinder außen Beide Treibwerke hatten eine eigene Walschaerts-Steuerung. Ursprünglich befanden sich beide Steuerungen außen, obwohl die Hochdruckzylinder innen lagen. Aufgrund technischer Probleme wurde die Steuerung der Hochdruckzylinder neu konstruiert und nach innen verlegt.
Nach dem Konzept von De Glehn wirkten die Hochdruckzylinder auf den ersten und die Niederdruckzylinder auf den zweiten Treibradsatz. Der Kessel war mit einer Belpaire-Feuerbüchse ausgestattet. Das vordere Drehgestell hatte einen innenliegenden Drehgestellrahmen und konnte sich seitlich um ± 50 mm verschieben, während die Bisselachse eine seitliche Verschiebung von ±70 mm zuließ. Das Blasrohr entsprach der Ausführung mit verstellbarem Konus, wie sie bei der Chemins de fer du Nord verwendet wurde.
Die Lokomotiven beeindruckten durch ihr hohes Erscheinungsbild, das durch die Umlaufbelche verursacht wurde, die vollständig über den Triebrädern angeordnet waren. Der Kessel war mit einer Siederohrlänge von 6 m ungewöhnlich lang und wirkte mit seiner langen Rauchkammer noch wuchtiger. Die Länge der Rauchkammer war notwendig weil sich darin auch die Verbindungskanäle zwischen den Hoch- und Niederdruckzylindern befanden. Die Lokomotiven wurde jedoch wegen des kleinen Führerhauses kritisiert, eine Konstruktionseinschränkung, die durch die kleinere Fahrzeugbegrenzungslinie der Chemins de fer de l'Ouest bedingt war.